# Politique étrangère de la Norvège
La politique étrangère de la Norvège est fondée sur la coopération entre les nations, le règlement pacifique des conflits et le principe de sécurité collective.

## Sécurité collective et multilatéralisme

### Un soutien indéfectible aux organisations internationales
Les deux piliers de la diplomatie norvégienne sont une participation active à l’OTAN et un soutien systématique aux Nations unies, où elle a obtenu un siège de membre non-permanent au Conseil de sécurité de 2001 à 2003.

### Coopération nordique
La Norvège poursuit également une politique de coopération économique, sociale et culturelle avec les autres pays nordiques (Danemark, Suède, Finlande et Islande) dans le cadre du Conseil nordique.

## La question de l'adhésion à l'Union européenne
La Norvège est le seul pays scandinave (Islande non comprise) à ne pas faire partie de l’Union européenne. L’adhésion a déjà été évoquée plusieurs fois au sein du pays, et deux référendums furent organisés le 26 septembre 1972 et le 28 novembre 1994. Tous deux se soldèrent par une victoire du « non », notamment en raison de craintes à propos des quotas de pêche imposés par Bruxelles. Lors du premier référendum, on enregistre 971 687 oui (46,5 %) contre 1 118 281 (53,5 %) non. Lors du seconde vote, le oui réunit 1 389 997 suffrages (47,8 %) contre 1 516 803 non (52,2 %). On note une opposition régionale, ainsi Oslo n'a donné qu'un tiers de votes négatifs alors que certaines régions du Nord du pays affichent plus de 70 % de non. La participation a été très forte, soit 79,2 % en 1972 et 89 % en 1994.
À l’heure actuelle, le gouvernement norvégien préfère éluder la question d’une future adhésion. La coalition au pouvoir est en effet formée de deux partis eurosceptiques (les démocrates-chrétiens du  Kristelig Folkeparti et les socialistes libéraux du Venstre) et d’un seul parti europhile (les conservateurs du Høyre). Le chef de la coalition au pouvoir jusqu'en 2005, le démocrate-chrétien Kjell Magne Bondevik, s’est même engagé à démissionner si la question d’une adhésion à l’Union européenne devenait une option sérieusement envisageable.
Le travailliste Stoltenberg, lui-même favorable à l'UE, est confronté au même dilemme avec des partenaires eurosceptiques (socialistes de gauche et centristes)
La Norvège a néanmoins signé un accord commercial et douanier avec l’Union. Par ailleurs, étant donné que les voisins et les plus importants partenaires économiques du pays font tous partie de l'UE, plusieurs analystes admettent la possibilité d’une adhésion future, dans l’hypothèse où un compromis sur les quotas de pêche serait trouvé. L'Allemagne manifeste de la compréhension pour la position norvégienne qui suscite cependant les réserves du Portugal, de l'Espagne et de la France.
La Norvège fait partie de l'Espace économique européen qui réunit les 28 pays de l'UE et 3 pays de l'AELE (Liechtenstein, Islande, Norvège). L'inconvénient d'une non-adhésion est ainsi atténué.

## Aide aux pays en voie de développement
Le pays cherche également à développer des relations amicales avec les pays en développement : les Norvégiens fournissent une aide humanitaire et économique à certains pays d’Afrique et d’Asie, en vue de promouvoir les valeurs démocratiques et les droits de l'homme.

## Divers
- Tous les ans depuis 1947, la Norvège offre un grand sapin de Noël à la ville de Londres, en commémoration de l’amitié forgée entre les deux nations au cours de la Seconde Guerre mondiale.
- La Norvège revendique la terre de la Reine-Maud en Antarctique, en contradiction avec le traité sur l'Antarctique.
- La Russie et la Norvège ont un contentieux à propos du tracé de leur frontière maritime sur la mer de Barents.